# Plinio Trovatelli
Plinio Trovatelli (Piombino, 20 gennaio 1886 – Piombino, 24 dicembre 1942) è stato un politico italiano, comunista ed internazionalista, attivo anche in URSS.

## Biografia
Tornitore a Piombino, nel 1915, dopo lo scoppio della prima guerra mondiale fu militarizzato e trasferito negli impianti siderurgici savonesi.
Quale membro del Partito Comunista d'Italia (PCd'I), nel maggio del 1921, fu inviato come delegato al III Congresso dell'Internazionale Comunista a Mosca. Giunto a Berlino in compagnia di Franz Cinseb, fu arrestato in giugno a Goerliz e rilasciato solo a congresso iniziato. Trovatelli interruppe il viaggio verso Mosca e rientrò in Italia. Nell'aprile del 1922 fece parte delle «guardie rosse» che scortavano la legazione russa alla Conferenza internazionale di Genova.
Fermato dalla polizia a Savona nel giugno del 1923, emigrò in Francia e vi restò fino al 1925, quando le autorità francesi lo espulsero. Si recò allora a Mosca, trovando lavoro prima alle officine Gomsa e poi, rimanendovi per sei anni, presso lo "Zaghi" (ЦАГИ). insieme a Mario De Leone, fece parte della direzione del Club degli emigrati italiani a Mosca. Alla fine del 1929, in seguito all'accusa di opposizione trotskisto-bordighiana, fu espulso dal Partito Comunista dell'Unione Sovietica. Nel frattempo viene tenuto sotto controllo dalla Prefettura di Livorno la quale il 4 luglio 1928 lo scheda per la prima volta, nel 1932 lo include in una lista di attentatori della provincia e, il 24 gennaio 1934, lo depenna dalla lista dei residenti insieme con altri comunisti. In URSS, Plinio Trovatelli aveva quindi cercato di mantenere un basso profilo, dedicandosi solo al lavoro che svolgeva presso la casa cinematografica diretta da Francesco Misiano, Mejrabpomfilm.
Nel pieno delle purghe staliniane, il 18 dicembre 1936, Trovatelli si rivolse all'Ambasciata italiana di Mosca, per ottenere un passaporto per recarsi in Belgio. In quel frangente, parlando con i funzionari dell'Ambasciata, dichiarò che pur pensando da tempo di presentarsi, si era «astenuto dal farlo non solo per le eventuali conseguenze di tale passo», ma anche perché sposato con una donna russa, Daria Balandina, dalla quale aveva avuto un figlio. L'ambasciatore, nonostante il sospetto che Trovatelli avesse intenzione di raggiungere il gruppo bordighista di Bruxelles,  il 15 febbraio 1937, gli consegnò il passaporto, riferendo ai superiori che il profugo, messo da parte a Mosca dagli altri emigrati, aveva rinunciato ai passati errori. Il 24 febbraio aggiungeva che Trovatelli, aveva preso l'impegno di non svolgere attività politica in Belgio, pur non essendo disposto a ripudiare la fede antifascista. L'attesa si prolungò però, aspettando che la moglie il figlio fossero autorizzati a seguirlo. Dopo tre mesi partì senza di loro.
A Bruxelles nel successivo mese di luglio, Plinio Trovatelli in compagnia di Ersilio Ambrogi, si presenta presso l'Ambasciata italiana, dichiarando di aver respinto le proposte ricevute, in Belgio, dai membri del Soccorso Rosso Internazionale e dal Fondo Matteotti. Dopo qualche mese, fu sorpreso per strada dalla gendarmeria belga, a diffondere, assieme ad altri bordighisti, giornali e pubblicazioni considerate sovversive. Conseguentemente venne colpito da un provvedimento di espulsione, sospeso grazie all'intervento del Fondo Matteotti. In questi frangenti, Trovatelli si trovò costretto a tenersi lontano dalla politica attiva, guadagnandosi da vivere presso la calzoleria dell'antifascista Ovidio Moriani. All'inizio del 1938, fu finalmente raggiunto dalla moglie e dal figlio; in questo periodo mantenne stretti contatti con Virgilio Verdaro. In seguito allo scoppio della seconda guerra mondiale, il 18 luglio 1942 fu rimpatriato in Italia e poté stabilirsi a Piombino, dove però morì il 24 dicembre dello stesso anno.